# ارنست بولتون (بازیکن فوتبال)
ارنست بولتون (انگلیسی: Ernest Boulton؛ 1889 – 1959 (aged 70)) بازیکن فوتبال اهل بریتانیا بود.
از باشگاه‌هایی که در آن بازی کرده‌است می‌توان به باشگاه فوتبال استوک سیتی اشاره کرد.